# Hypobythius
Hypobythius is een geslacht van zakpijpen (Ascidiacea) uit de familie Hypobythiidae en de orde Phlebobranchia.

## Soorten
- Hypobythius calycodes Moseley, 1877
- Hypobythius moseleyi Herdman, 1882